# フィル・クライン
- フィル・クレイン

フィル・ウィリアム・クライン（Phil William Klein, 1989年4月30日 - ）は、アメリカ合衆国オハイオ州コロンバス出身の元プロ野球選手（投手）。右投右打。

## 経歴

### プロ入りとレンジャーズ時代
2011年のMLBドラフト30巡目（全体924位）でテキサス・レンジャーズから指名され、プロ入り。この年は傘下のルーキー級アリゾナリーグ・レンジャーズで3試合に登板後、A-級スポケーン・インディアンスへ昇格。9試合に登板し、1勝2敗・防御率4.58だった。
2012年はA級ヒッコリー・クロウダッズで33試合に登板し、6勝0敗8セーブ・防御率1.90だった。8月にA+級マートルビーチ・ペリカンズへ昇格。7試合に登板し、防御率0.87だった。
2013年はA+級マートルビーチで7試合に登板し、1勝0敗・防御率1.98だった。5月にAA級フリスコ・ラフライダーズへ昇格。29試合に登板し、5勝1敗・防御率2.52だった。
2014年はAA級フリスコで開幕を迎え、24試合に登板。3勝0敗10セーブ・防御率0.81と結果を残し、6月にAAA級ラウンドロック・エクスプレスへ昇格。AAA級では9試合に登板し、18.1回を無失点に抑え、8月1日にレンジャーズとメジャー契約を結んだ。10点ビハインドの6回裏から登板したが、ロニー・チゼンホールに本塁打を打たれ、1回2安打1失点だった。この年は、17試合全てでリリーフ登板し、防御率2.84・奪三振率10.9という好成績を残した。
2015年は、先発登板する機会もあり、11試合中2試合では先発で投げたが、171⁄3回で被本塁打4、防御率6.75と不振だった。しかしながら、勝ち星を1つ挙げ、メジャーデビュー年から最低1勝以上の記録を2年に継続とした。
2016年6月9日にDFAとなった。レンジャーズを出るまでに、8試合にリリーフ登板し、防御率5.19・1敗だったが、8.2イニングで12三振を奪った。また、ラウンドロックでは8試合に登板・うち1試合で先発登板し、防御率4.26・WHIP1.50を記録した。

### フィリーズ時代
2016年6月19日にウェイバー公示を経てフィラデルフィア・フィリーズへ移籍した。フィリーズでは4試合に登板し、うち2試合が先発登板だったが、防御率8.44・WHIP2.06と大炎上した。一方、マイナー (AAA級リーハイバレー・アイアンピッグス) では14試合中10試合に先発登板し、防御率1.52・5勝1敗・FIP2.47・WHIP0.87・与四球率1.8・奪三振率10.5というピッチングを見せた。なお、レンジャーズ時代との通算成績は、MLBでは12試合の登板で防御率6.98・0勝1敗・FIP4.08・WHIP1.66、マイナーでは22試合の登板 (11試合が先発登板) で防御率1.96・5勝1敗・WHIP0.97というものだった。オフの12月14日にアジアで出場機会を求めるために自由契約となった。

### DeNA時代
2016年12月19日に横浜DeNAベイスターズと契約を結んだ。背番号は49。契約時点ではセントラル・リーグの現役投手最長身（身長201cm）で、一軍監督のアレックス・ラミレスからは、「（阪神タイガースのエースで身長198cmの）ランディ・メッセンジャーに近い投手で（一軍公式戦での）2桁勝利を期待できる」との評価を受けていた。
2017年には、自身と同じく新加入のジョー・ウィーランドと共に、一軍公式戦の開幕から先発ローテーションの一角を担った。4月1日には、東京ヤクルトスワローズとの開幕カード第2戦（明治神宮野球場）で公式戦にデビュー。5回1失点という内容で、公式戦初勝利を挙げた。4月16日には、横浜スタジアムで催された同カードで、シーズン2勝目をマーク。しかし、4月23日の対中日ドラゴンズ戦（横浜）でNPB初黒星を喫すると、外国人選手6名（野手3名・投手3名）を抱えるチーム事情を背景に、外国人枠との兼ね合いで同月下旬から二軍で調整。5月20日の対読売ジャイアンツ戦（横浜）から一軍へ復帰したものの、制球難から先発で2連敗を喫したため、6月3日に出場選手登録を再び抹消された。さらに、抹消後に右肘痛を発症。イースタン・リーグ公式戦に登板せず、他の投手とは別の練習メニューによる調整を余儀なくされたため、8月7日には右肘の治療を理由にアメリカ合衆国へ帰国した。チームはレギュラーシーズン3位からクライマックスシリーズ突破を経て日本シリーズへ進出したが、クラインは再来日に至らず、日本シリーズ終了3日後の11月8日には翌年の契約を結ばないことが球団から発表された。12月2日に自由契約公示された。

### DeNA退団後
2018年以降はどのプロ野球チームにも所属していない。
2025年時点でテキサス州にあるバッティングセンター、「pop.athletics」でコーチをしている。

## 選手としての特徴
長身を活かした角度のあるスリークォーターから、最速94.9mph（約152.7km/h）・平均91.8mph（約147.7km/h）のツーシーム、平均91.2mph（約146.8km/h）のフォーシームと、平均85.4mph（約137.4km/h）のスライダーの3球種を主体に、平均85.9mph（約138.2km/h）のチェンジアップ、平均80.0mph（約128.7km/h）のカーブを使用する（2016年）。PITCHf/x上では2014年にカットボールが分類されている。
投球スタイルは例年、試行錯誤している模様で、メジャー1年目の2014年は、スライダーを多投しており、速球2種類との計3球種がほとんどを占めているが、2015年はフォーシームを基本球種としてスライダーとの2球種が主体となり、カーブは投げていない。2016年は一転してツーシームが最も多く、また再びカーブを投げるようになっている。
MLB通算被打率は、対右打者には.181ながら、対左打者には.350と苦手としている。

## 詳細情報

### 年度別投手成績
| 年 度    | 球 団    | 登 板 | 先 発 | 完 投 | 完 封 | 無 四 球 | 勝 利 | 敗 戦 | セ 丨 ブ | ホ 丨 ル ド | 勝 率 | 打 者 | 投 球 回 | 被 安 打 | 被 本 塁 打 | 与 四 球 | 敬 遠 | 与 死 球 | 奪 三 振 | 暴 投 | ボ 丨 ク | 失 点 | 自 責 点 | 防 御 率 | W H I P |
| -------- | -------- | ----- | ----- | ----- | ----- | -------- | ----- | ----- | -------- | ----------- | ----- | ----- | -------- | -------- | ----------- | -------- | ----- | -------- | -------- | ----- | -------- | ----- | -------- | -------- | ------- |
| 2014     | TEX      | 17    | 0     | 0     | 0     | 0        | 1     | 2     | 0        | 0           | .333  | 79    | 19.0     | 11       | 3           | 10       | 5     | 2        | 23       | 1     | 1        | 6     | 6        | 2.84     | 1.11    |
| 2015     | TEX      | 11    | 2     | 0     | 0     | 0        | 1     | 0     | 0        | 2           | 1.000 | 86    | 17.1     | 23       | 4           | 10       | 0     | 0        | 12       | 1     | 0        | 15    | 13       | 6.75     | 1.90    |
| 2016     | TEX      | 8     | 0     | 0     | 0     | 0        | 0     | 1     | 0        | 0           | .000  | 35    | 8.2      | 8        | 2           | 2        | 0     | 0        | 12       | 1     | 0        | 5     | 5        | 5.19     | 1.15    |
| 2016     | PHI      | 4     | 2     | 0     | 0     | 0        | 0     | 0     | 0        | 0           | ----  | 51    | 10.2     | 15       | 0           | 7        | 1     | 1        | 7        | 0     | 0        | 10    | 10       | 8.44     | 2.06    |
| '16計    | PHI      | 12    | 2     | 0     | 0     | 0        | 0     | 1     | 0        | 0           | .000  | 86    | 19.1     | 23       | 2           | 9        | 1     | 1        | 19       | 1     | 0        | 15    | 15       | 6.98     | 1.66    |
| 2017     | DeNA     | 7     | 7     | 0     | 0     | 0        | 2     | 3     | 0        | 0           | .400  | 163   | 36.0     | 35       | 5           | 22       | 0     | 3        | 27       | 3     | 1        | 25    | 19       | 4.75     | 1.58    |
| MLB：3年 | MLB：3年 | 40    | 4     | 0     | 0     | 0        | 2     | 3     | 0        | 2           | .400  | 251   | 55.2     | 57       | 9           | 29       | 6     | 3        | 54       | 3     | 1        | 36    | 34       | 5.50     | 1.54    |
| NPB：1年 | NPB：1年 | 7     | 7     | 0     | 0     | 0        | 2     | 3     | 0        | 0           | .400  | 163   | 36.0     | 35       | 5           | 22       | 0     | 3        | 27       | 3     | 1        | 25    | 19       | 4.75     | 1.58    |

- 2017年度シーズン終了時

### 背番号
- 64 (2014年)
- 35 (2015年 - 同年途中)
- 43 (2015年途中 - 同年終了、2016年途中 - 同年終了)
- 31 (2016年 - 同年途中)
- 49 (2017年)

### 記録

#### NPB
投手記録
- 初登板・初先発・初勝利：2017年4月1日、対東京ヤクルトスワローズ2回戦（明治神宮野球場）、5回1失点
- 初奪三振：同上、1回裏に大引啓次から空振り三振

打撃記録
- 初打席：2017年4月1日、対東京ヤクルトスワローズ2回戦（明治神宮野球場）、小川泰弘からバント三振
- 初安打・初打点：2017年4月16日、対東京ヤクルトスワローズ6回戦（横浜スタジアム）、ロス・オーレンドルフから右前決勝2点適時打